# Louis-Jules Gernet
Louis-Jules Gernet (* 1882 in Paris; † 1962 ebenda) war ein französischer Gräzist und Anthropologe.
Louis-Jules Gernet war bis nach dem Zweiten Weltkrieg Professor für Klassische Philologie in Algier. 1948 wurde er in das Seminar für juristische Soziologie der École pratique des hautes études in Paris berufen, wo er historische Anthropologie der griechischen Antike lehrte. Gernet war von 1949 bis 1961 Herausgeber der Zeitschrift L’Année sociologique, an deren Rubrik für „juristische und ethische Soziologie“ er auch mitarbeitete.
Gernet gilt als Begründer der Historischen Anthropologie der Antike. Ausgehend von der Anwendung der Prinzipien der durkheimschen Soziologie, entwickelte er Methoden für die Interpretation der geschichtlichen und anthropologischen Daten der griechischen Antike, die die Vielfältigkeit der Erscheinungsformen nicht in allgemein gültigen Kategorien zu reduzieren versuchen. Dabei ist der vergleichende Ansatz in der Auslegung mythologischer Überlieferungen, religiöser Bräuche und – vor allem – rechtlich fixierter Institutionen und rechtlicher Praxis eine Konstante des anthropologischen Ansatzes Gernets: Nur in der geschichtlichen Perspektive, die sich in einem solchen Vergleich herausbildet, sind die Unstimmigkeiten zu erklären, die die Organisationsformen der Gesellschaften der Antikes vielfach prägen und oft Symptome von Wandel und Krisenzeiten sind.
Gernets Ansatz hat in hohem Maße die spätere anthropologische Forschung in Frankreich beeinflusst. Von Jean-Pierre Vernant und den Exponenten der sogenannten École de Paris wurde dies ausdrücklich weitergeführt, aber auch Anthropologen wie Claude Lévi-Strauss und René Girard stützten sich direkt oder indirekt auf seine Studien.
Geschätzt sind auch Gernets Übersetzungen und Kommentare zu den attischen Rednern Antiphon, Demosthenes, Lysias und von Platons Nomoi. 
Nach ihm benannt ist das Centre Louis Gernet in Paris.

## Schriften
- Recherches sur le développement de la pensée juridique et morale en Grèce. Etude semantique. Leroux, Paris: 1917
- Discours / Lysias. Le Belles Lettres, Paris: 1924–1962
- Discours / suivis des fragments d’Antiphon le sophiste. Le Belles Lettres, Paris 1954
- Demostène: plaidoyers civils. Le Belles Lettres, Paris 1954–1960
- Droit et société dans la Grèce ancienne, Paris: 1955
- Anthropologie de la Grèce Antique. Flammarion, Paris: 1999, ISBN 2080811053
- R. Di Donato (Hrsg.), Les Grecs sans Miracle. La Découverte, Paris: 1983
- A. Soldani (Hrsg.), Polyvalence des images. ETS, Pisa: 2004, ISBN 8846709454
- R. Di Donato (Hrsg.), La famiglia nella Grecia antica. Manifestolibri, Rom: 1997